# L'Étalon noir (film, 1979)
Pour les articles homonymes, voir L'Étalon noir (homonymie).
Série
Le Retour de l'étalon noir
(1983)
Pour plus de détails, voir Fiche technique et Distribution.
L'Étalon noir (titre original : The Black Stallion) est un film américain réalisé par Carroll Ballard, sorti en 1979, adaptation du roman éponyme de Walter Farley.

## Synopsis
En 1949, le jeune Alec Ramsay rentre des Indes à bord d'un cargo. Le navire fait naufrage et le jeune homme est sauvé par un cheval sauvage, un étalon arabe à la robe noire. Ils se retrouvent tous deux sur une île déserte, le cheval est très sauvage et ne se laisse pas approcher. Alec ne perd pas patience et, au fil du temps, devient l'ami de ce cheval qu'il appelle Black. Ils sont secourus tous les deux par un navire de passage. De retour chez lui, Alec se rend compte que son cheval sauvage est extrêmement rapide, peut-être le plus rapide du monde. Il l'entraîne donc, avec l'aide d'un vieil entraîneur des courses, Henry Dailey, pour vaincre deux chevaux mythiques de l'histoire des courses de galop, Cyclone et Sun Raider.

## Fiche technique
- Titre : L'Étalon noir
- Titre original : The Black Stallion
- Réalisation : Carroll Ballard
- Scénario : Melissa Mathison, Jeanne Rosenberg et William D. Wittliff d'après l'œuvre de Walter Farley
- Musique : Carmine Coppola
- Photographie : Caleb Deschanel
- Montage : Robert Dalva
- Production : Fred Roos et Tom Sternberg
- Producteur exécutif : Francis Ford Coppola
- Société de production : Omni Zoetrope
- Société de distribution : United Artists
- Pays de production : États-Unis
- Langue : anglais
- Format : Couleurs (Technicolor) - 1,85:1 - son Dolby - 35 mm
- Genre : Aventure
- Durée : 114 minutes
- Date de sortie :
  - États-Unis : 13 octobre 1979
  - France : 19 mars 1980
- Affiche : Jouineau Bourduge (France)

## Distribution
- Kelly Reno (en) (VF : Jackie Berger) : Alec Ramsey
- Mickey Rooney (VF : Jacques Dynam) : Henri Dailey
- Teri Garr (VF : Sylvie Feit) : la mère d'Alec
- Hoyt Axton (VF : Jacques Deschamps) : le père d'Alec
- Clarence Muse (VF : Georges Atlas) : Snoe
- Ed McNamara (VF : Henry Djanik) : Jake
- Marne Maitland : capitaine Drake
- Michael Higgins : Neville
- 4 chevaux pour le rôle de Black : Cass Ole (pur-sang arabe de l'écurie de pur-sang de San Antonio, Texas), Fae Jur de Stockton, Olympic, et Junior qui était utilisé pour faire le cheval combatif.

## Filmographie de L'Étalon noir
- 1979 : L'Étalon noir (The Black Stallion) de Carroll Ballard avec Kelly Reno, Mickey Rooney
- 1983 : Le Retour de l'étalon noir (The Black Stallion Returns) de Robert Dalva avec Kelly Reno, Vincent Spano
- 2003 : La Légende de l'étalon noir (The Young Black Stallion) de Simon Wincer avec Richard Romanus, Biana Tamimi

## Distinctions

### Récompense
- National Society of Film Critics Award 1979 de la meilleure photographie, pour le chef opérateur Caleb Deschanel.